# Деледино (Тверская область)
Деле́дино— село в Молоковском районе Тверской области, входит в состав Молоковского сельского поселения.

## География
Находится в 15 километрах к северо-востоку от районного центра Молоково.

## История
В Списке населенных мест Тверской губернии 1859 года значится владельческое село Деледино, 51 двор, 330 жителей, две православных церкви, ярмарка. Во второй половине XIX — начале XX века село было центром одноимённых волости и прихода Весьегонского уезда. В 1888 году — 68 дворов, 333 жителя, здесь земское училище (открыто в 1869), постоялый двор, торговая площадь, 3 ярмарки в год; промыслы: пильщики, плотники, бондари. В 1918 году Деледино центр волости Весьегонского уезда, в 1919 — Краснохолмского уезда, в 1925 — Бежецкого уезда. С 1929 года село центр сельсовета в составе Молоковского района (с 1935 года — в Калининской области).
С 2005 года — центр Делединского сельского поселения, с 2015 года — в составе Молоковского сельского поселения.
В 1997 году — 93 хозяйства, 243 жителя. Администрация сельского округа, льнозавод, правление колхоза «Сознание», неполная средняя школа, ДК, библиотека, медпункт, отделение связи, магазин.

## Население
| 1859 | 1889 | 1997 | 2002 | 2008 | 2010 |
| ---- | ---- | ---- | ---- | ---- | ---- |
| 330  | ↗333 | ↘243 | ↘190 | ↘187 | ↘121 |

## Достопримечательности
Сохранилась Спасская церковь (1821 год).
Деледино входило в состав имения Ивана Матвеевича Олсуфьева (см.Олсуфьевы) (родной брат жены Александра Григорьевича Демидова Просковьи Матвеевны Демидовой урожденной Олсуфьевой). Храм построен по проекту главного архитектора эпохи Екатерины II, основателя архитектурного классицизма в России Ивана Егоровича Старова. Он же приходился шурином А. Г. Демидову.

## Известные люди
Уроженцы села Деледино:
- А. И. Тодорский (1894—1965), советский военный деятель.
- И. Е. Козлов (1913—1989), Герой Советского Союза (1943).
- П. М. Медведев (1900—1968), советский ботаник.